# وزارت مقابله با فجایع و پناهندگان (اوگاندا)
وزارت مقابله با فجایع و پناهندگان (انگلیسی: Ministry of Disaster Preparedness and Refugees) وزارتی در سطح کابینه وزرای دولت اوگاندا است. این وزارتخانه مسئول هماهنگی همه امور مربوط به پناهندگی در کشور است. همچنین مسئول آمادگی ملی برای بلایای طبیعی، از جمله سیل، زمین لغزه، زمین لرزه، خشکسالی و قحطی است. هیلاری آنک وزیر مقابله با فجایع و پناهندگان است.

## محل
دفتر مرکزی این وزارتخانه در برج دوقلو، واقع در جاده سر آپولو کاگاوا، در مرکز کامپالا، پایتخت و بزرگترین شهر اوگاندا قرار دارد.

## بررسی اجمالی
این وزارتخانه بخشی از دفتر نخست‌وزیری اوگاندا است.

## ساختار اداری
ساختار اداری کابینه توسط دستیار وزیر موسی اکورو وزیر آمادگی برای فاجعه و پناهندگان و کریستین گوا توده کینتو، افسر ارشد حسابداری صورت می‌گیرد.